# Charles Laurent-Daragon
Charles Laurent-Daragon, né le 22 février 1833 à Paris où il est mort le 12 septembre 1904, est un sculpteur français,

## Biographie
Charles Joseph Laurent est le fils de Laurent Étienne Désiré Laurent, menuisier, et de Victoire Jeanne Daragon.
Élève de Jean-Auguste-Dominique Ingres, de François Rude, de Pierre-Jean David d'Angers et de Michel-Louis Victor Mercier, il expose au Salon de 1863 à 1903.
Ami de Jean-Baptiste Carpeaux, il réside quelque temps à Rome, à la Villa Médicis.
En 1875, il épouse Jeanne Emma Sidonie Clotilde Richard-Jacques, institutrice.
Il invente un procédé de fonte du bronze, ce qui lui vaut une médaille d'argent à l'Exposition universelle de 1889 et un diplôme d'honneur en 1890.
Il obtient en 1892 une mention honorable.
Il meurt à son domicile de l'impasse du Maine, à l'âge de 71 ans.